# 大阪市電霞町線
霞町線（かすみちょうせん）は、大阪市の恵美須町停留場 - 霞町停留場間を結んでいた大阪市電の軌道路線である。

## 路線データ
- 起点：恵美須町停留場
- 終点：霞町停留場
- 軌間：1,435mm
- 営業キロ：0.4km
- 電化方式：直流600V

## 沿革
- 1913年（大正2年）4月16日 恵美須町停留場 - 霞町停留場間開業。
- 1966年（昭和41年）4月1日 全線廃止。

## 駅一覧
| 停留場名       | キロ程 | 接続路線                           |
| -------------- | ------ | ---------------------------------- |
| 恵美須町停留場 | 0.0    | 大阪市電：南北線・西道頓堀天王寺線 |
| 霞町停留場     | 0.4    | 大阪市電：霞町玉造線               |